# Brassland Records
Brassland Records, kurz Brassland, ist ein US-amerikanisches independent Musiklabel aus New York, welches 2001 von Alec Hanley Bemis und den Zwillingsbrüdern Aaron und Bryce Dessner gegründet wurde.

## Historie
Das Musiklabel Brassland entstand ursprünglich aus der Intention heraus, „dem Mangel an Musikalität innerhalb der populären Musik“ entgegenzutreten, sowie dem Umstand Rechnung zu tragen, dass die moderne Klassikszene nur wenig Wert auf die „Produktion populärer Aufnahmen“ lege. Davon ausgehend, diese Herausforderungen annehmen zu müssen, begann die Zusammenarbeit zwischen den Zwillingsbrüdern Aaron und Bryce Dessner sowie Alec Hanley Bemis im Jahre 2001 mit der Veröffentlichung, der Debütalben von The National – The National – und Clogs – Thom's Night Out – über das Label.
Entgegen dem eigentlichen Zweck von Brassland, einzig die Aufnahmen der Projekte, an denen die beiden Labelgründer Aaron und Bryce Dessner beteiligt waren, zu veröffentlichen, fanden im Laufe der Zeit – nachdem The National den europäischen Markt für ihr Debütalbum erschlossen hatten und Alec Hanley Bemis der Meinung war, die Zeit sei günstig für die Erweiterung des Künstlerkataloges – weitere Musikerinnen, Musiker und Bands ihren Weg zu dem Label. Hierunter zählten in den ersten Jahren unter anderem der Performancekünstler Baby Dayliners - alias Ethan Marunas, der Jazzcellist Erik Friedlander und der Komponist Nico Muhly.

## Musikerinnen, Musiker und Bands (Auswahl)
Aktiv
Alec Hanley Bemis – Baby Dayliner, Briars of North America – Buke and Gase – Carriers, Clogs – Bryce Dessner – Aaron Dessner – Dn Res – Arone Dyer, Fusilier – Erik Friedlander – Hannah Georgas – Isomonstrosity – Lanz – Las Palabras – Johan Lenox – The National – Pegg – Christopher Rountree – Sō Percussion – Bartees Strange – This is the Kit – Wild Up
Inaktiv
Matt Berninger – Jherek Bischoff – Justin Vivian Bond – Devastations – Bryan Devendorf – Doveman – 802 Tour – The Gloaming – Anais Mitchell – Nico Muhly – Padma Newsome – Shara Nova – Pela – People Get Ready – The Perennials